# ألان فلمنج
ألان فلمنج هو مصمم جرافيك كندي، ولد في 7 مايو 1929 في تورونتو في كندا، وتوفي بنفس المكان في 31 ديسمبر 1977.